# NGC 2807A
NGC 2807A في الفهرس العام الجديد، هي مجرة، تقع في كوكبة السرطان. اكتشفت بواسطة هاينريش لويس دريست.

## روابط خارجية
- NGC 2807A على موقع ويكي سكاي: DSS2, SDSS, GALEX, IRAS, Hydrogen α, X-Ray, Astrophoto, Sky Map, Articles and images